# Sinagoga portuguesa de Ámsterdam

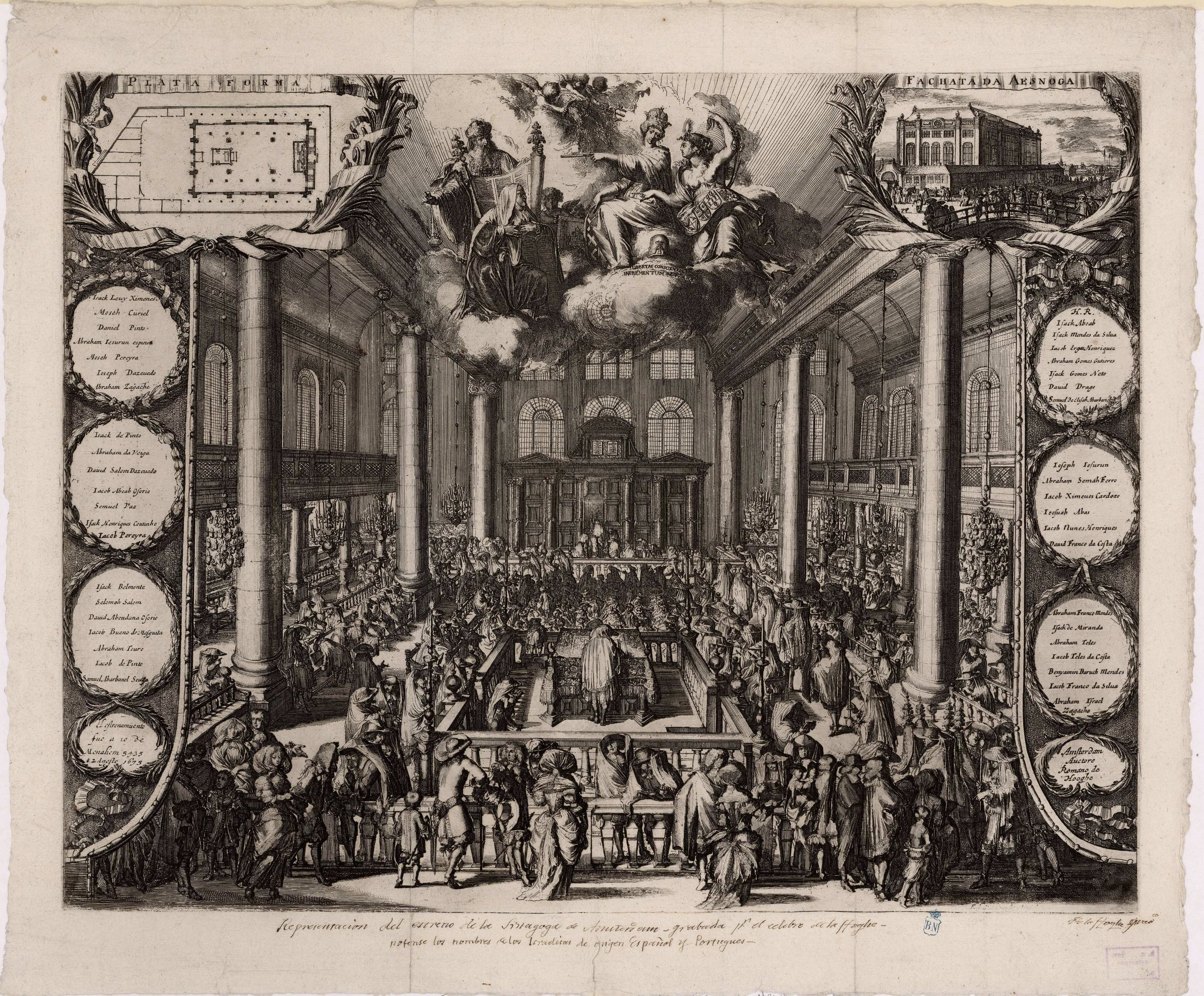
Grabado que representa la inauguración de la sinagoga portuguesa de Ámsterdam. En los laterales, enmarcados en orlas los nombres de los impulsores de la sinagoga, con apellidos españoles y portugueses. En las orlas inferiores, a la izquierda, inscripción: «El estrenamiento fue a 10 de Menahem 5435 o 2 Agosto 1675»; a la derecha firma del autor, Romeyn de Hooghe. Biblioteca Nacional de España.

La sinagoga portuguesa de Ámsterdam o la sinagoga portuguesa judía (en neerlandés: Portugees-Israëlietische Synagoge) es una sinagoga sefardí del siglo XVII en Ámsterdam, en los Países Bajos. "Esnoga" es la palabra ladina para referirse a la sinagoga. La comunidad sefardí de Ámsterdam fue una de las mayores y más ricas de Europa durante la Edad de Oro holandesa, lo cual se  refleja en esta gran sinagoga, siendo en nuestros días una atracción turística de mucha importancia.
Los judíos fueron expulsados en masa de España en 1492 por el decreto del Alhambra. Muchos de los que huyeron a Portugal se vieron obligados a convertirse al catolicismo en 1496, mientras que los judíos restantes fueron expulsados de Portugal en 1497. Durante cientos de años, la Inquisición continuó investigando a los conversos y sus descendientes bajo la sospecha de que en secreto todavía practicaban el judaísmo. Algunos de los que querían disfrutar de la libertad de religión encontraron refugio en Ámsterdam.
Después de las destrucciones de la Segunda Guerra Mundial, la sinagoga fue restaurada entre 1953 y 1957. Después de las restauraciones más recientes, la entrada del complejo se da por la Casa de Coutinho Mendes nombre que recuerda la resistencia en el período de ocupación nazi, ya que Coutinho Mendes fue arrestado en 1943, año en que la sinagoga o esnoga fue cerrada (Ámsterdam: D'Artes 1991).
La sinagoga portuguesa tiene una de las bibliotecas judías más antiguas del mundo y está repleta de textos originales y raros. Es empleada para la investigación académica y rabínica todo el tiempo. Fue fundada en 1616 y ha sido ubicada en el complejo histórico de la comunidad judía portuguesa de Ámsterdam desde 1675. En 1889, la biblioteca privada del entonces bibliotecario David Montezinos fue donada a Ets Haim y la biblioteca es conocida desde entonces como Ets Haim / Livraria Montezinos.
La sinagoga impresiona por su magnífico interior, marcado por la grandiosidad de su espacio libre, centralizado, por la majestad de sus columnas de piedra, de las galerías laterales superiores destinadas a las mujeres y por su valioso mobiliario de jacarandá de Brasil, regalado por Mozes Curiel.

## Galería de imágenes

Sinagoga portuguesa de Ámsterdam
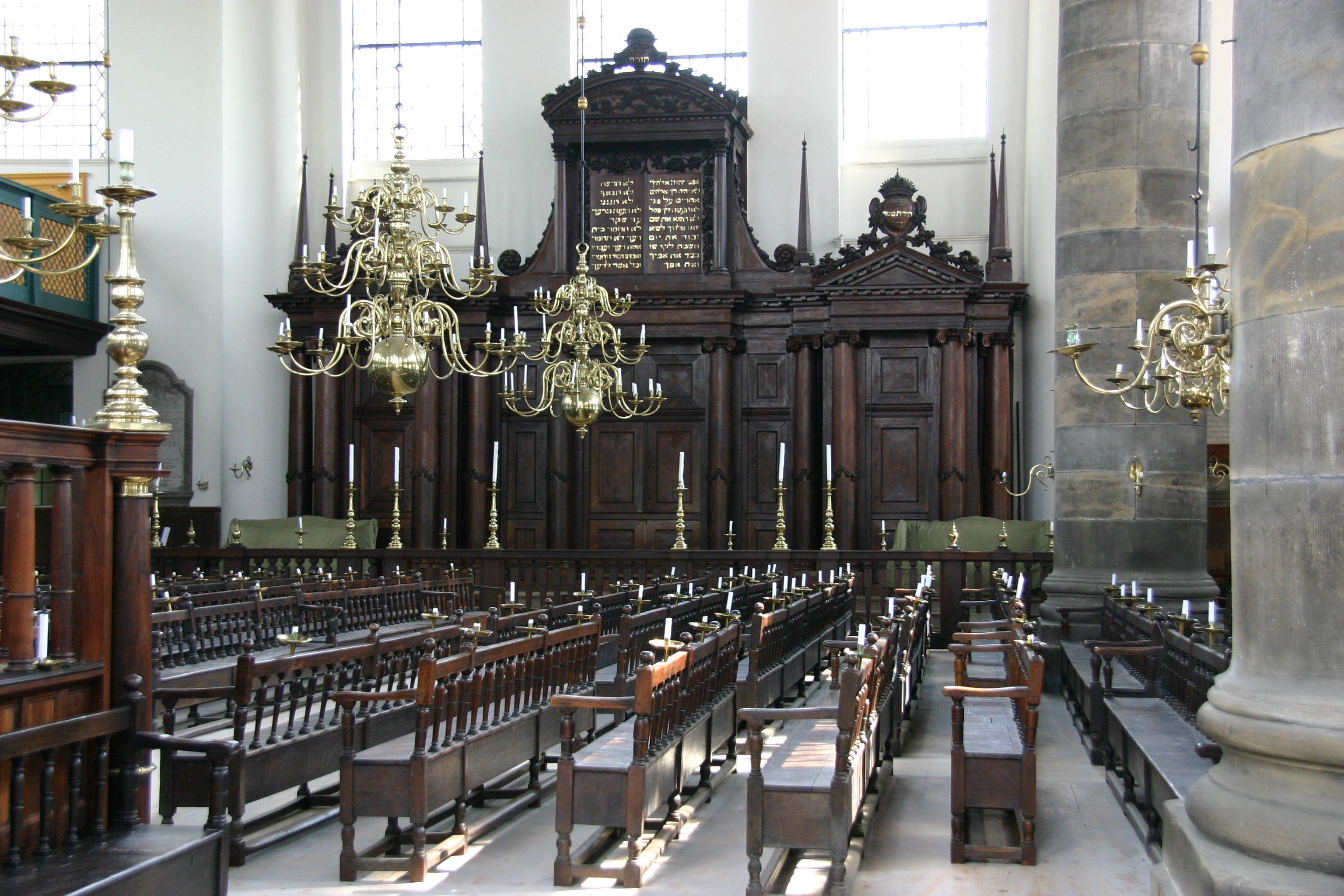
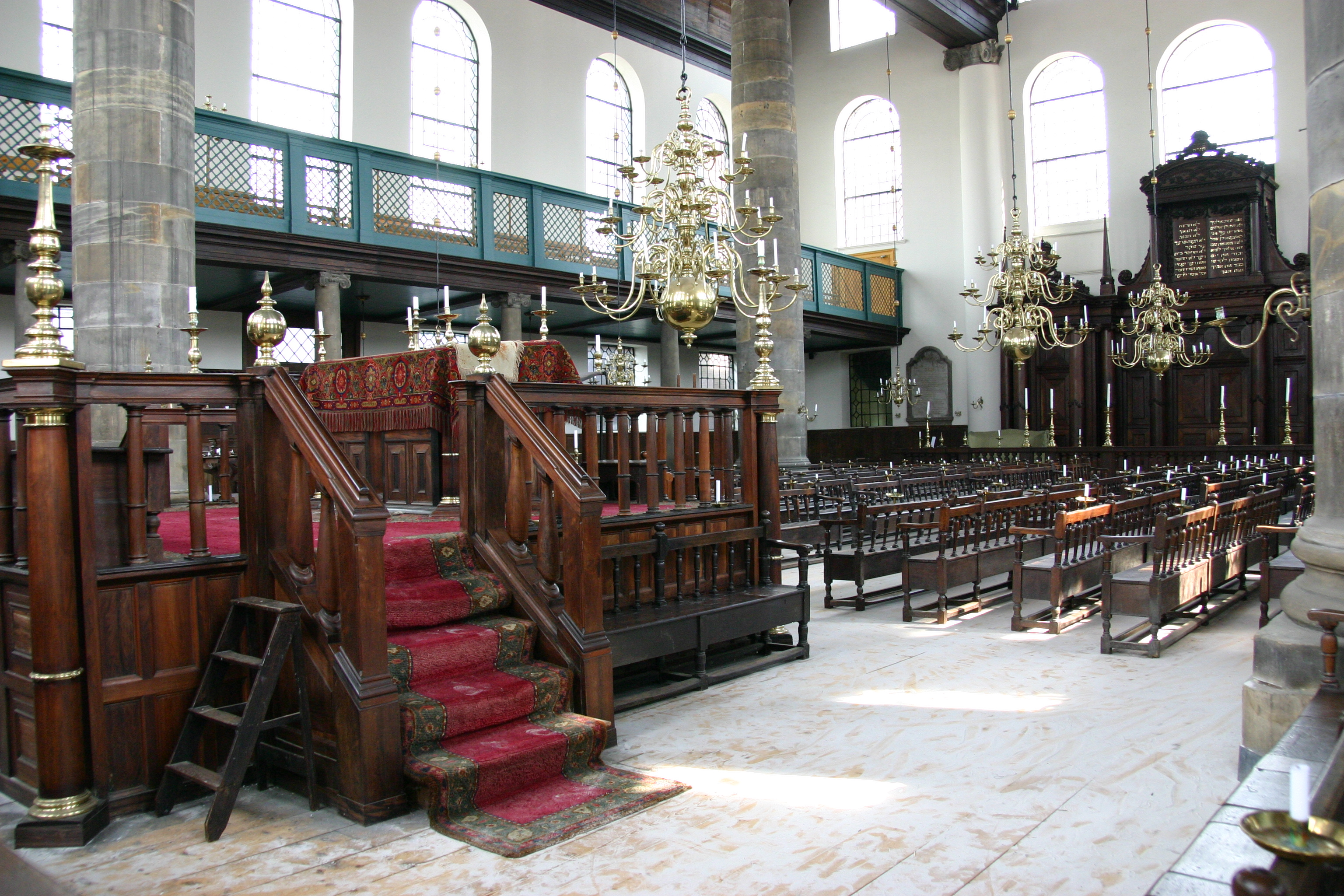
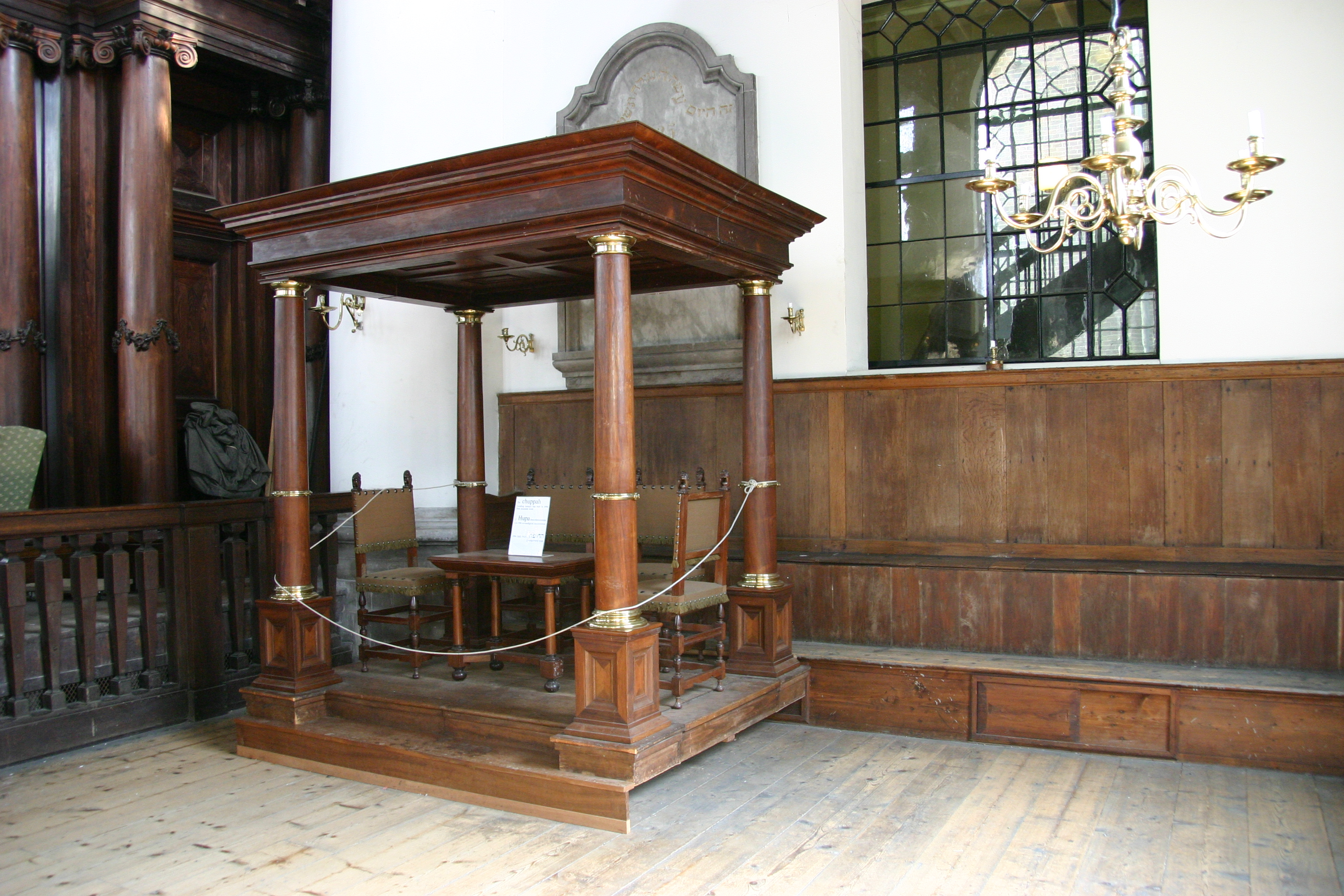
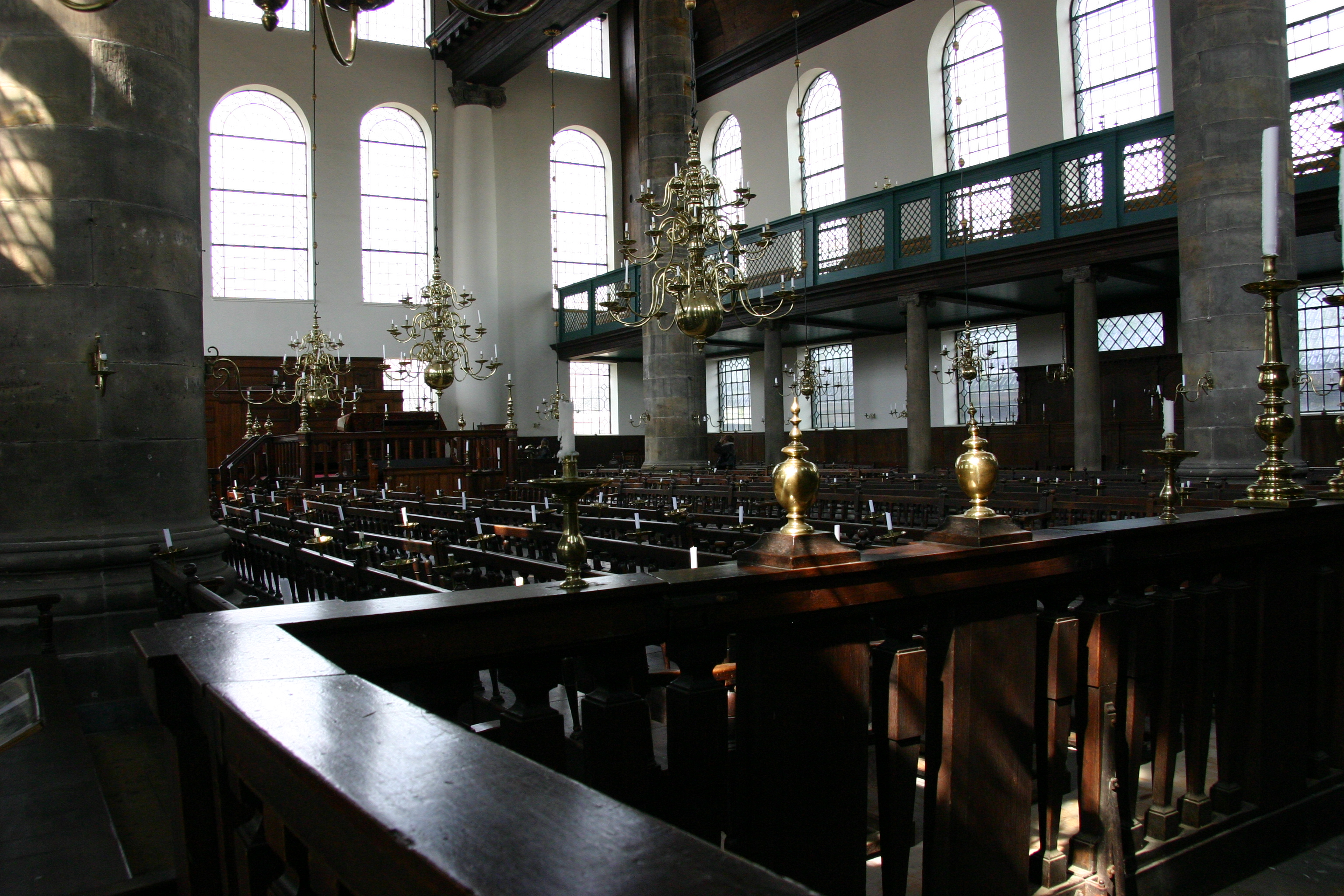
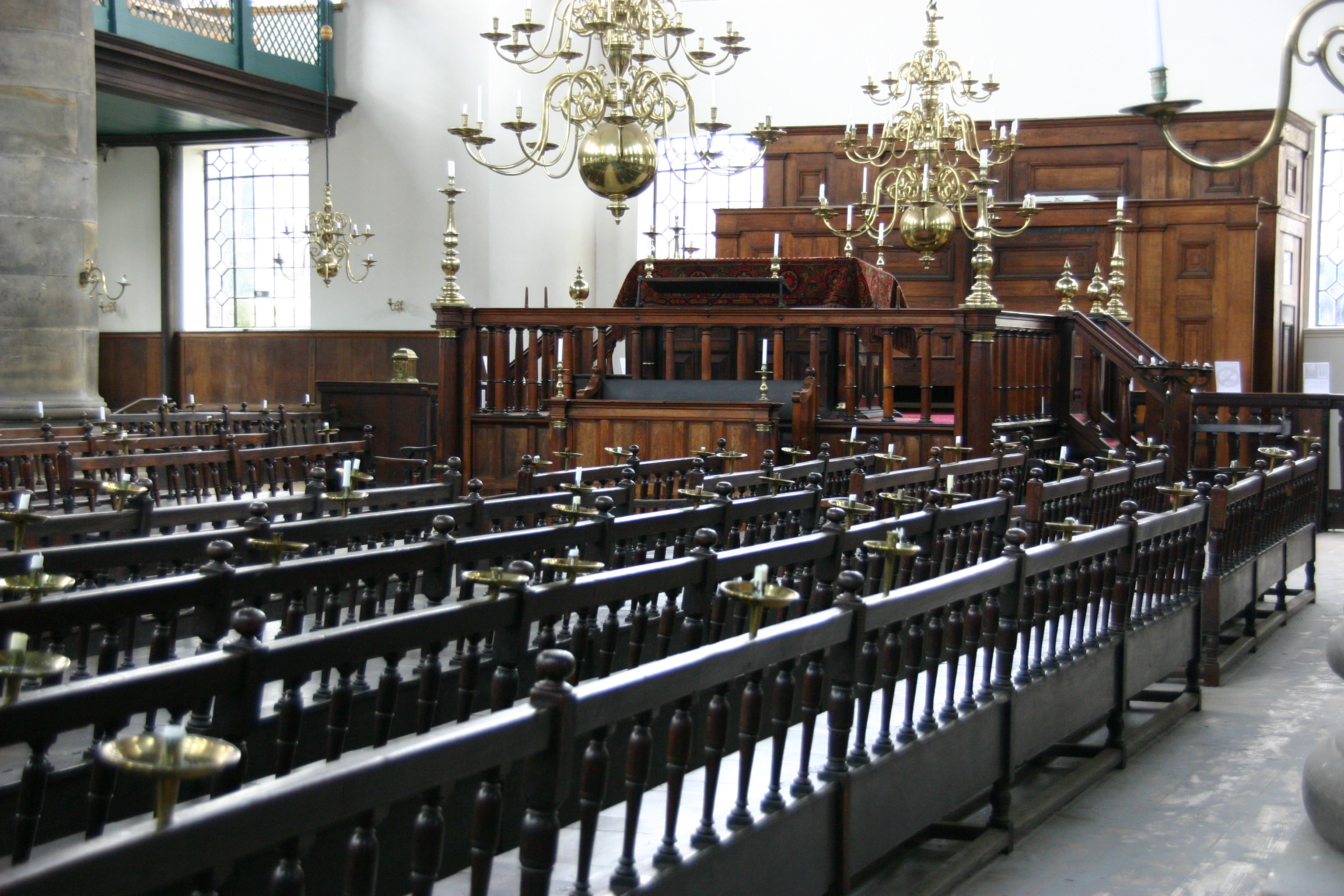